# ЛГБТ-кінофестиваль в Барселоні (FICGLB)
ЛГБТ-кінофестиваль в Барселоні (The FIRE!!) (ісп. Mostra Internacional de Cinema de Gai i Lesbià) — перший іспанський ЛГБТ-кінофестиваль в Барселоні, Іспанія, заснований організацією Casal Lambda. Проходить щорічно у жовтні, починаючи з 1995 року. Завдання кінофестивалю полягає у пошуку нових й талановитих режисерів, що знімають фільми на ЛГБТ-тематику.

## Історія
Кінофестиваль був заснований в 1995 році організацією Casal Lambda, яка працює в напрямку забезпечення рівності для ЛГБТ-спільноти з 1976 року, в переконанні, що культура є необхідним і неперевершеним комунікаційним засобом, яка може допомогти справжній нормалізації гомосексуальності.
Спочатку це була подія спрямована на саму ЛГБТ-спільноту, але протягом багатьох років, і з еволюцією суспільства, вона стала кінофестивалем для любителів високого кіно.
Назва фестивалю є даниною поваги до Нью-Йоркського журналу з такою ж назвою кінця 20-х років ХХ століття, на чолі з афроамериканським гей-письменником Річард Брюс Нугентом.

## Нагороди
На фестивалі вручаються чотири нагороди:
- Приз глядацьких симпатій
- Приз журі
- Спеціальний приз
- приз Стоунволл

## Переможці[3]
| Рік  | Приз журі                                                                 | Приз глядацьких симпатій                                                      | Спеціальний приз                           | приз Стоунволл                                       |
| ---- | ------------------------------------------------------------------------- | ----------------------------------------------------------------------------- | ------------------------------------------ | ---------------------------------------------------- |
| 2001 |                                                                           |                                                                               | «Курка» (Chicken) реж. Баррі Дігнам США    |                                                      |
| 2002 | «Брехня» (L.I.E.) реж. Майкл Куеста США                                   | «Сімейна справа» (A Family Affair) реж. Хелен Леснік США                      |                                            | «Святкування» (Celebration) реж. Даніель Стедман США |
| 2005 | «Спеціальна пропозиція» (Offerte speciali) реж. Джанні Гатті Італія       |                                                                               |                                            |                                                      |
| 2006 | «Поки ви тут» (Solange Du hier bist) реж. Стефан Вестервелле Німеччина    | «Покохати Аннабель» (Loving Annabelle) реж. Кетрін Брукс США                  |                                            |                                                      |
| 2007 | «Пуччіні для початківців» (Puccini for Beginners) реж. Марія Маггенті США | «Крутяться» (Spinnin') реж. Ейсебіо Пастрана Іспанія                          |                                            |                                                      |
| 2008 | «Бутч Джеймі» (Butch Jamie) реж. Мішель Елен США                          | «Братська» (Brotherly) реж. J.C. Oliva США                                    | «Братська» (Brotherly) реж. J.C. Oliva США |                                                      |
| 2009 | «Заточка» (Shank) реж. Саймон Пірс Велика Британія                        |                                                                               |                                            |                                                      |
| 2010 | «Тьєрра Мадре» (Tierra madre) реж. Ділан Верчія Мексика                   |                                                                               |                                            |                                                      |
| 2011 |                                                                           | «Спуститися на свою хвилю» (Going Down in LA-LA Land) реж. Каспер Андреас США |                                            |                                                      |
| 2012 | «Маргарита» (Margarita) реж. Домінік Кардона, Лорі Колберт Канада         | «Злива» (Cloudburst) реж. Том Фіцджеральд США Канада                          |                                            |                                                      |
| 2013 | «Вільне падіння» (Freier Fall) реж. Штефан Лакант Німеччина               |                                                                               |                                            |                                                      |
| 2014 | «С/М Саллі» (S&M Sally) реж.Мішель Ехлєн США                              | «Кінець сезону розпродаж» (End of Season Sale) реж. Елі Глазер Ізраїль        |                                            |                                                      |
| 2015 |                                                                           | «Чотири місяця» (Cuatro lunas) реж. Сержіо Товар Мексика                      |                                            |                                                      |